# Roland Hanna

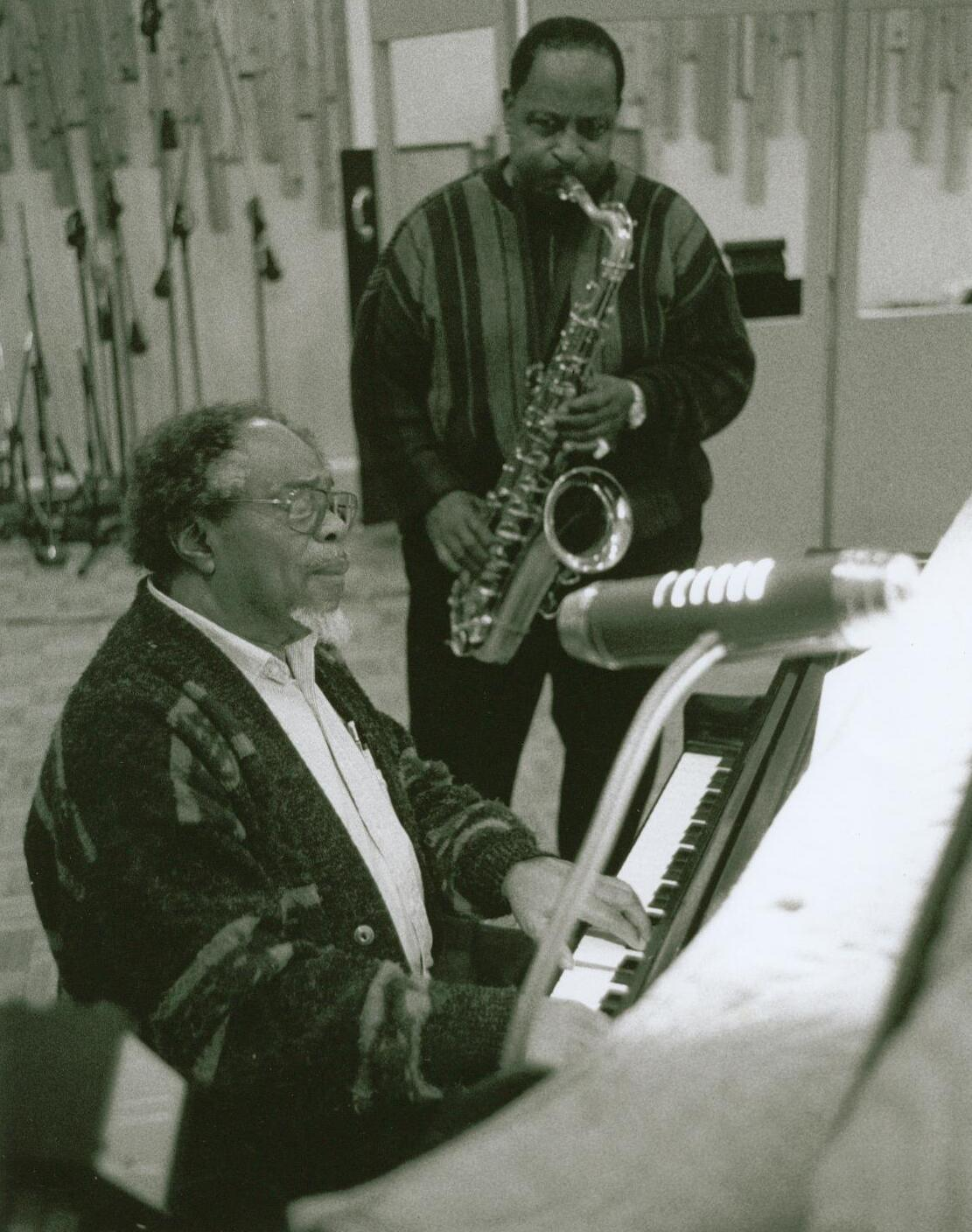
Roland Hanna

Sir Roland Hanna (* 10. Februar 1932 in Detroit, Michigan; † 13. November 2002 in Hackensack, New Jersey) war ein US-amerikanischer Jazz-Pianist und Komponist.

## Leben
Hanna war als Kind Klavierschüler von Josephine Love. Nach zweijährigem Dienst bei der US Army studierte er an der Eastman und der Juilliard School of Music. Seine musikalische Karriere begann er 1958 als Partner von Benny Goodman, im folgenden Jahr arbeitete er mit Charles Mingus. Von 1967 bis 1974 war er Mitglied des Thad Jones/Mel Lewis Orchestra; 1971 wirkte er bei Charles Mingus’ Big-Band-Album Let My Children Hear Music mit. 1971 gründete er das New York Jazz Quartet, das er 1974 mit Frank Wess, George Mraz und Ben Riley reaktivierte und bis in die frühen 1980er Jahre betrieb. Später trat er vorwiegend als Solist oder in kleinen Ensembles wie etwa im Duo mit George Mraz oder als Begleiter von Musikerinnen und Musikern wie Sarah Vaughan, Carmen McRae, Miriam Klein und Al Hibbler auf. Für eine Reihe von Benefizkonzerten zugunsten liberianischer Kinder erhob ihn der Präsident Liberias, William Tubman, 1970 in den Adelsstand; seither nannte er sich Sir Roland Hanna.
Hanna schuf mehr als vierhundert Kompositionen, in denen er die Grenzen der Jazzmusik häufig überschritt. Darunter finden sich die Balladen Perugia und After Paris, ein Ballett für Jazzorchester und Streicher und Oasis für Klavier und Orchester, das 1993 vom Detroit Symphony Orchestra aufgeführt wurde.
Daneben unterrichtete er an der Aaron Copland School of Music am Queens College, an der New School und an der Eastman School of Music.

## Diskographie
- Roland Hanna Plays Harold Rome's Destry Rides Again mit George Duvivier, Roy Burns, Kenny Burrell, 1959
- Easy To Love mit Ben Tucker, Roy Burns, 1959
- Child of Gemini mit Dave Holland, Daniel Humair, 1971
- Sir Elf, Soloalbum, 1973
- Stephane Grappelli Meets the Rhythm Section mit Stéphane Grappelli, George Mraz, Mel Lewis, 1973
- Perugia, Live at Montreux '74, Soloalbum, 1974
- Informal Solo, Soloalbum, 1974
- 1 X 1 mit George Mraz, 1974
- A Jazz Hour With Roland Hanna Walkin’ mit Stephane Grappelli, George Mraz, Mel Lewis, 1974,
- Let It Happen mit The Jazz Piano Quartet, 1974
- The New York Jazz Quartet In Concert In Japan mit Ron Carter, Ben Riley, Frank Wess, 1975
- Porgy & Bess mit George Mraz, 1976
- Sunrise, Sunset, Super Duo mit George Mraz, 1976
- 24 Preludes Book 1 mit George Mraz, 1976
- The New York Jazz Quartet: Song of The Black Knight mit George Mraz, Richard Pratt, Frank Wess, 1977
- Sir Elf Plus 1 mit George Mraz, 1977
- At Home With Friends mit George Mraz, Richard Pratt, 1977
- Glove mit George Mraz, Motohiko Hino, 1977
- Time For The Dancers mit George Mraz, Richard Pratt, 1977
- The New York Jazz Quartet: Surge mit George Mraz, Richard Pratt, Frank Wess, 1977
- The New York Jazz Quartet/Blues For Sarka mit George Mraz, Grady Tate, Frank Wess, 1978
- Roland Hanna Plays The Music Of Alec Wilder, Soloalbum, 1978
- A Gift From The Magi, Soloalbum, 1978
- Bird Tracks: Remembering Charlie Parker, Soloalbum, 1978
- Play For Monk mit George Mraz, 1978
- 24 Preludes Book 2 mit George Mraz, GP 3154, 1978
- Rolandscape mit George Mraz, Ben Riley, 1978
- This Must Be Love mit George Mraz, Ben Riley, 1978
- Impressions mit Major Holley, George Duvivier, Alan Dawson, Oliver Jackson, 1978
- Trinity mit Hans Koller, Attila Zoller, 1979
- Spelman Fran Detroit, Soloalbum, 1979
- Piano Soliloquy, Soloalbum, 1979
- Swing Me No Waltzes, Soloalbum, 1979
- The New York Jazz Quartet in Chicago mit George Mraz, Ben Riley, Frank Wess, 1981
- The New York Jazz Quartet: Oasis mit George Mraz, Ben Riley, Frank Wess, 1981
- Romanesque mit George Mraz, 1982
- Manhattan Christmas, Soloalbum, 1987
- ’Round Midnight, Soloalbum, 1987
- Persia My Dear mit Richard Davis, Frederick Waits, 1987
- This Time It's Real mit dem Jesper Thilo Quartet, SLP 4145, 1987
- The Bar mit Sir Clint Houston, Lewis Nash, 1988
- When You Wish upon a Star mit Ron Carter, Ben Riley, 1989
- Memoir mit Eiji Nakayama1990
- Duke Ellington Piano Solos, Soloalbum, 1991
- Sir Roland Hanna Quartet Plays Gershwin mit Jon Burr, Ronnie Burrage, Bill Easley, 1993
- Live at Maybeck Recital Hall, Volume 32, Soloalbum, 1994
- Jazz Sonatas mit Dave Brubeck, Roland Dick Hyman, 1994
- Hush A Bye mit Eiji Nakayama, Seiji Komatsu, 1996
- 3 for All mit Jon Burr, Bucky Pizzarelli, 1996
- The Three Black Kings mit Richard Davis, Andrew Cyrille, 1997
- Royal Essence: An Evening of Ellington mit Davey Yarborough, 1999
- Ancestral Light mit George Mraz, 1999
- Milano, Paris, New York: Finding John Lewis mit George Mraz, Lewis Nash, 2001
- Dream mit Paul West, Eddie Locke, 2001
- Everything I Love, Soloalbum, 2002
- I've Got a Right to Sing The Blues: The Music of Harold Arlen, mit Carrie Smith, 2002
- Last Concert mit Eiji Nakayama, Miboko Hazama, 2002
- Apres Un Reve mit Ron Carter, Grady Tate, 2002
- Colors from a Giant’s Kit (IPO), 2002
- Tributaries: Reflections on Tommy Flanagan, Soloalbum, 2003